# Imre István (festő)
Id. Imre István (Tyukod, 1918. február 24. – Budapest, 1983. augusztus 5.) Kossuth- és Munkácsy-díjas magyar festőművész, grafikus.

## Életútja
1936-ban iratkozott be a Magyar Képzőművészeti Főiskolára, ahol Szőnyi István és Elekfy Jenő voltak a mesterei. A Főiskolán 1941-ben végzett, de már 1940-től kiállító művész. 1947–1957 között a Honvéd Képzőművészeti Stúdiót vezette. Alig 10 éves alkotói periódus után, 1950-ben Munkácsy Mihály-díjat kapott. 1953-ban megosztott Kossuth-díj kitüntetésben részesült a Szentgyörgyi Kornéllal közösen festett „Almaszüret” című képéért. Külföldi tanulmányutakon vett részt Olaszországban, Görögországban és Jugoszláviában. Az 1950-es évekre jellemző heroikus hangvételű olajfestmények után stílust váltott, az egyéniségének inkább megfelelő lírai hangulatú akvarelleket és a szecesszióra emlékeztető rézkarcokat készített. Portrék, tájképek, csendéletek, figurális kompozíciók kerültek ki műhelyéből. 1983-ban SZOT-díjjal tüntették ki.

## Egyéni kiállításai
- 1940, 1957, 1968, 1974 – Budapest
- 1958, 1971 – Szeged
- 1969 – Miskolc
- 1972 – Szombathely
- 1976 – Debrecen
- 1976 – Várpalota
- 1978 – Szolnok